# Pallavicini (cognome)
Pallavicini è un cognome di lingua italiana.

## Varianti
Pallavidino, Pallavicino.

## Origine e diffusione
Cognome tipicamente genovese e alessandrino, compare anche nel pavese e nel sud milanese.
Potrebbe derivare dal prenome medioevale Pallavicino o Palavicino, oppure essere un'eufemizzazione del "cognome parlante" Pelavicini o Pelavicino, dal significato di "colui che ruba al vicino", facendo ipotizzare che appartenesse a famiglie esercitanti la professione di usurai.
In Italia conta circa 429 presenze.
La variante Pallavicino è tipica di Sant'Egidio del Monte Albino, con presenze anche nell'alessandrino.

## Persone
- Agostino Pallavicini – doge della Repubblica di Genova
- Alerame Maria Pallavicini – doge della Repubblica di Genova
- Antonio Pallavicini Gentili – cardinale italiano